# Stewie, Chris & Brian's Excellent Adventure
Stewie, Chris & Brian's Excellent Adventure é o sétimo episódio da décima terceira temporada da série de televisão norte-americana Family Guy, sendo exibido originalmente na noite de 4 de janeiro de 2015 pela Fox Broadcasting Company (FOX) nos Estados Unidos. O título é uma paródia do filme Bill & Ted's Excellent Adventure.

## Enredo
Brian e Stewie voltam ao tempo com Chris para ajudá-lo na aula de história, e encontram Napoleão Bonaparte durante essa viagem.

## Produção
Em entrevista antes do início da temporada, o produtor executivo da série Steve Callaghan disse à Entertainment Weekly: "Eu não quero estragar muito o episódio, mas posso dizer o seguinte: Para o fim do segundo ato, Chris acaba separando-se de Stewie e Brian, e embarca no Titanic."

## Recepção

### Audiência
O episódio foi visto em sua exibição original por 5,53 milhões de telespectadores, recebendo uma quota de 2,8/7 na demográfica de idades 18-49. Apresentou um aumento de 1,09 milhão de pessoas com relação ao episódio anterior da série, The 2000-Year-Old Virgin. O show foi o terceiro mais assistido da FOX naquela noite, perdendo apenas para The Man Who Came to Be Dinner(episódio de The Simpsons) e Brooklyn Nine-Nine, que obtiveram, respectivamente, 10,62 e 6,12 milhões de telespectadores.

### Crítica
Katrina Tulloch, da Entertainment Weekly escreveu que "o melhor corte do episódio foi quando Stewie não conseguiu encontrar um terno para Jonah Hill, e o melhor insulto no episódio foi Thomas Jefferson tentando convencer o Congresso a aprovar a compra da Louisiana, perguntando: 'Quais são as chances desses estados chuparem?'"